# Картиньяно
Картиньяно (итал. Cartignano) — коммуна в Италии, располагается в регионе Пьемонт, в провинции Кунео.
Население составляет 185 человек (2008 г.), плотность населения составляет 31 чел./км². Занимает площадь 6 км². Почтовый индекс — 12020. Телефонный код — 0171.
Покровителем коммуны почитается святой Лаврентий, празднование 10 августа.

## Демография
Динамика населения:

## Администрация коммуны
- Официальный сайт: https://web.archive.org/web/20070704050731/http://web.afpdronero.it/comuni/cartignano/